# Elena Văcărescu
Elena Văcărescu (francouzsky Hélene Vacaresco, 21. září 1864 Bukurešť – 17. února 1947 Paříž) byla rumunsko-francouzská spisovatelka, jeden z posledních potomků slavné rumunské básnické rodiny Văcărescu.

## Biografie
Narodila se v rodině šlechtických prominentů. Mládí strávila na rodinném statku poblíž Târgoviște. Zajímala se o anglickou a francouzskou literaturu, setkala se s Victorem Hugem a Sully Prudhommem. V roce 1888 se setkala s tehdejší rumunskou královnou Alžbětou z Wiedu, manželkou krále Karla I., která sama byla literárně činná. Královna měla k básnířce velmi blízký vztah.
Protože královský pár neměl dědice a následníka trůnu, adoptoval král Karel I. roku 1881 svého synovce Ferdinanda. Roku 1889 jej rumunský parlament uznal za následníka trůnu a Ferdinand přibyl do Rumunska. Mezi princem následníkem, naprostým cizincem ve svém novém domově, a Elenou vznikl hluboký vztah. Alžběta, jež k Eleně velmi lnula, románek podporovala, ignorujíc skutečnost, že manželství mezi oběma mladými lidmi bylo nepřípustné – podle rumunské ústavy z roku 1866 následníkovi trůnu nebylo dovoleno oženit se s Rumunkou. Nešťastná aféra způsobila roku 1891 velký rozruch a dynastickou krizi; výsledkem byl exil obou žen – Alžběta odjela do Neuwiedu a Elena do Paříže, zatímco Ferdinand se vydal na cestu po Evropě hledat nevěstu, jíž se nakonec stala vnučka královny Viktorie, princezna Marie z Edinburghu.
Elena se pak nadále věnovala literární činnosti, překládání rumunských básníků do francouzštiny, účastnila se několika mírových kongresů.